# Szermierka na Igrzyskach Panamerykańskich 2011
Szermierka na Igrzyskach Panamerykańskich 2011 odbywała się w dniach 24–29 października 2011 roku w Multipurpose Gymnasium w Guadalajarze. Stu pięćdziesięciu czworo zawodników obojga płci rywalizowało łącznie w dwunastu konkurencjach indywidualnych i drużynowych.

## Podsumowanie

### Klasyfikacja medalowa
| Klasyfikacja medalowa | Klasyfikacja medalowa | Klasyfikacja medalowa | Klasyfikacja medalowa | Klasyfikacja medalowa | Klasyfikacja medalowa |
| Miejsce               | państwo               | Złoto                 | Srebro                | Brąz                  | Razem                 |
| --------------------- | --------------------- | --------------------- | --------------------- | --------------------- | --------------------- |
| 1                     | Stany Zjednoczone     | 11                    | 3                     | 0                     | 14                    |
| 2                     | Kanada                | 1                     | 4                     | 3                     | 8                     |
| 3                     | Wenezuela             | 0                     | 3                     | 5                     | 8                     |
| 4                     | Meksyk                | 0                     | 1                     | 2                     | 3                     |
| 5                     | Chile                 | 0                     | 1                     | 0                     | 1                     |
| 6                     | Brazylia              | 0                     | 0                     | 3                     | 3                     |
| =                     | Kuba                  | 0                     | 0                     | 3                     | 3                     |
| 8                     | Argentyna             | 0                     | 0                     | 1                     | 1                     |
| =                     | Panama                | 0                     | 0                     | 1                     | 1                     |
| Razem                 | Razem                 | 12                    | 12                    | 18                    | 24                    |

### Medaliści
| Floret indywidualnie | Alexander Massialas                                                                        | Felipe Alvear                                                                            | Antonio Leal Guilherme Toldo                                                             |
| Floret drużynowo     | Stany Zjednoczone · Miles Chamley-Watson · Alexander Massialas · Gerek Meinhardt           | Kanada · Étienne Lalonde Turbide · Anthony Prymack · Nicolas Teisseire · Tigran Bajgoric | Brazylia · Fernando Scavasin · Heitor Shimbo · Guilherme Toldo · Renzo Agresta           |
| Szabla indywidualnie | Philippe Beaudry                                                                           | Timothy Morehouse                                                                        | Hernán Jansen Joseph Polossifakis                                                        |
| Szabla drużynowo     | Stany Zjednoczone · Benjamin Igoe · Timothy Morehouse · James Williams                     | Kanada · Joseph Polossifakis · Philippe Beaudry · Vincent Couturier · Anthony Prymack    | Brazylia · Renzo Agresta · William de Moraes · Tywilliam Pacheco · Heitor Shimbo         |
| Szpada indywidualnie | Weston Kelsey                                                                              | Rubén Limardo                                                                            | Silvio Fernández Reynier Henríquez                                                       |
| Szpada drużynowo     | Stany Zjednoczone · Soren Thompson · Weston Kelsey · Cody Mattern · Gerek Meinhardt        | Wenezuela · Silvio Fernández · Francisco Limardo · Rubén Limardo · Jhon Pérez            | Kanada · Tigran Bajgoric · Igor Gantsevich · Vincent Pelletier · Étienne Lalonde Turbide |
| Kobiety              |                                                                                            |                                                                                          |                                                                                          |
| Floret indywidualnie | Lee Kiefer                                                                                 | Nzingha Prescod                                                                          | Monica Peterson Nataly Michel                                                            |
| Floret drużynowo     | Stany Zjednoczone · Lee Kiefer · Nzingha Prescod · Doris Willette · Ibtihaj Muhammad       | Kanada · Alanna Goldie · Monica Peterson · Kelleigh Ryan · Sandra Sassine                | Wenezuela · Mariana González · Johana Fuenmayor · Yulitza Suárez · María Martínez        |
| Szabla indywidualnie | Mariel Zagunis                                                                             | Alejandra Benítez                                                                        | Eileen Grench Yaritza Goulet                                                             |
| Szabla drużynowo     | Stany Zjednoczone · Ibtihaj Muhammad · Mariel Zagunis · Dagmara Wozniak · Lindsay Campbell | Meksyk · Úrsula González · Angélica Aguilar · Angélica Larios · Alejandra Terán          | Wenezuela · Alejandra Benítez · Yulitza Suárez · María Blanco · Patricia Contreras       |
| Szpada indywidualnie | Kelley Hurley                                                                              | Courtney Hurley                                                                          | Elida Agüero Yamirka Rodríguez                                                           |
| Szpada drużynowo     | Stany Zjednoczone · Lindsay Campbell · Courtney Hurley · Kelley Hurley                     | Kanada · Sherraine Schalm · Ainsley Switzer · Sandra Sassine · Daria Jorquera            | Meksyk · Alexandra Avena · Andrea Millán · Alejandra Terán · Alely Hernández             |